# Interkontinentální pohár 1976
Šestnáctý ročník Interkontinentálního poháru byl odehrán ve dnech 23. listopadu a 21. prosince 1976. Ve vzájemném dvouzápase se střetli vítěz Poháru mistrů evropských zemí ročníku 1975/76 - FC Bayern Mnichov a vítěz Poháru osvoboditelů, ročníku 1976 - Cruzeiro Esporte Clube. Vítězem se stal německý klub, kterému po domácí výhře 2:0 stačila k zisku trofeje bezbranková remíza v odvetě.

## 1. zápas
| 23. listopadu 1976        |        |          |                                                                 |
| FC Bayern Mnichov         | 2 : 0  | Cruzeiro | Olympiastadion, Mnichov diváci: 22.000 rozhodčí: Luis Pestarino |
| Müller 80' Kapellmann 82' | report |          | Olympiastadion, Mnichov diváci: 22.000 rozhodčí: Luis Pestarino |

## 2. zápas
| 21. prosince 1976 |        |                   |                                                                          |
| Cruzeiro          | 0 : 0  | FC Bayern Mnichov | Estádio Mineirão, Belo Horizonte diváci: 123.715 rozhodčí: Pat Partridge |
|                   | report |                   | Estádio Mineirão, Belo Horizonte diváci: 123.715 rozhodčí: Pat Partridge |

## Vítěz
| Interkontinentální pohár 1976 FC Bayern Mnichov (1. vítězství) |